# Epicauta atrata
Epicauta atrata es una especie de coleóptero de la familia Meloidae.

## Distribución geográfica
Habita en Estados Unidos.